# Union Sportive Medinat El Harrach

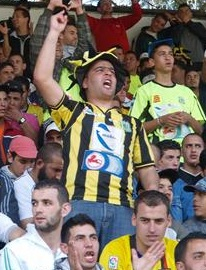
Un tifoso dell'USM El Harrach

L'Union Sportive Medinat El Harrach (in arabo الاتحاد الرياضي لمدينة الحراش‎?), abbreviato in USM El Harrach, è una squadra di calcio algerina con sede a El Harrach, un quartiere di Algeri. Milita nella Ligue 2, la seconda divisione del campionato algerino di calcio.
Fondata nel 1935, disputa le partite in casa allo stadio 1º novembre. Ha vinto un campionato algerino e 2 Coppe d'Algeria.

## Rosa 2014-2015
| N. |                    | Ruolo | Calciatore           |
| -- | ------------------ | ----- | -------------------- |
| 1  | Algeria (bandiera) | P     | Aiyoub Belabes       |
| 3  | Algeria (bandiera) | C     | Hadj Bouguèche       |
| 6  | Algeria (bandiera) | C     | Hamza Aït Ouamar     |
| 7  | Algeria (bandiera) | C     | Billel Benaldjia     |
| 8  | Algeria (bandiera) | C     | Messaoud Gharbei     |
| 9  | Algeria (bandiera) | A     | Samy Frioui          |
| 10 | Algeria (bandiera) | C     | Yacine Medane        |
| 13 | Algeria (bandiera) | D     | Abdelaziz Ali Guechi |
| 14 | Algeria (bandiera) | A     | Sofiane Benachour    |
| 16 | Algeria (bandiera) | C     | Chamseddine Harrag   |

| N. |                    | Ruolo | Calciatore                 |
| -- | ------------------ | ----- | -------------------------- |
| 17 | Algeria (bandiera) | A     | Billel Mebarki             |
| 19 | Algeria (bandiera) | D     | Ilès Ziane Cherif          |
| 21 | Algeria (bandiera) | D     | Zine El Abidine Boulekhoua |
| 22 | Algeria (bandiera) | P     | Houssam Limane             |
| 25 | Algeria (bandiera) | C     | Abdenour Hattabi           |
| 28 | Algeria (bandiera) | D     | Samir Belkheir             |
| 34 | Algeria (bandiera) | A     | Mohamed Tiaiba             |
| 36 | Algeria (bandiera) | A     | Lamine Abid                |
| 55 | Algeria (bandiera) | P     | Mohamed Hacine             |

## Rosa 2012-2013
| N. |                    | Ruolo | Calciatore                     |
| -- | ------------------ | ----- | ------------------------------ |
| 1  | Algeria (bandiera) | P     | Houssam Limane                 |
| 4  | Algeria (bandiera) | D     | Khaled Bosri                   |
| 8  | Algeria (bandiera) | C     | Karim Hendou                   |
| 10 | Algeria (bandiera) | C     | Abbas Mohamed Djallal Aïssaoui |
| 11 | Algeria (bandiera) | A     | Amine Touahri                  |
| 13 | Algeria (bandiera) | D     | Abdelghani Demmou              |
| 14 | Algeria (bandiera) | A     | Sofiane Hanitser               |
| 15 | Algeria (bandiera) | D     | Abderrahmane Kahouadji         |
| 16 | Algeria (bandiera) | A     | Youcef Chibane                 |
| 19 | Algeria (bandiera) | D     | Ilès Ziane Cherif              |
| 20 | Algeria (bandiera) | C     | Riad Guariche                  |
| 21 | Algeria (bandiera) | C     | Abdelhakim Djarbou             |

| N. |                    | Ruolo | Calciatore                 |
| -- | ------------------ | ----- | -------------------------- |
| 22 | Algeria (bandiera) | C     | Sofiane Saha               |
| 23 | Algeria (bandiera) | C     | Zohir Benayache            |
| 25 | Algeria (bandiera) | A     | Mohamed Benyettou          |
| 28 | Algeria (bandiera) | D     | Zine El Abidine Boulekhoua |
| 30 | Algeria (bandiera) | P     | Azzedine Doukha            |
| 31 | Algeria (bandiera) | A     | Baghdad Bounedjah          |
| 34 | Algeria (bandiera) | D     | Adel Messaoudi             |
| 38 | Algeria (bandiera) | P     | Khaled Boukacem            |
| 99 | Ciad (bandiera)    | A     | Yaya Kerim                 |
|    | Algeria (bandiera) | C     | Abdelkader Kella           |
|    | Algeria (bandiera) | C     | Islam Tatem                |
|    | Algeria (bandiera) | A     | Kamel Soltani              |

## Palmarès

### Competizioni nazionali
- Campionato algerino: 1

1997-1998
- Coppa d'Algeria: 2

1973-1974, 1986-1987
- Campionato algerino di seconda divisione: 2

1974-1975, 1999-2000

### Altri piazzamenti
- Campionato algerino:

Secondo posto: 1983-1984, 1991-1992, 2012-2013
- Coppa d'Algeria:

Finalista: 2010-2011
Semifinalista: 2024-2025
- Champions League araba:

Finalista: 1985